# Anker Meyer Andersen
Anker Meyer Andersen (ur. 28 maja 1910 w Kopenhadze) – duński kolarz torowy, dwukrotny medalista mistrzostw świata.

## Kariera
Pierwszy sukces w karierze Anker Meyer Andersen osiągnął w 1931 roku, kiedy zdobył brązowy medal w sprincie indywidualnym amatorów podczas mistrzostw świata w Kopenhadze. W zawodach tych wyprzedzili go jedynie dwaj rodacy: Helge Harder oraz Willy Gervin. Wynik ten Duńczyk powtórzył na rozgrywanych dwa lata później mistrzostwach świata w Paryżu, tym razem przegrywając tylko z Jacobusem van Egmondem z Holandii oraz Francuzem Rolandem Ulrichem. Ponadto zdobył cztery złote medale na mistrzostwach krajów nordyckich oraz trzy tytuły mistrza Danii. Nigdy nie wystąpił na igrzyskach olimpijskich.